# Văleni (Bucium), Alba
Văleni este un sat în comuna Bucium din județul Alba, Transilvania, România.